# Migas marplesi
Migas marplesi är en spindelart som beskrevs av Wilton 1968. Migas marplesi ingår i släktet Migas och familjen Migidae. Inga underarter finns listade i Catalogue of Life.